# Oksenvad Sogn
Oksenvad Sogn (tysk: Oxenwatt) er et sogn i Haderslev Domprovsti (Haderslev Stift).
Oksenvad Sogn hørte til Gram Herred i Haderslev Amt. Oksenvad sognekommune blev ved kommunalreformen i 1970 indlemmet i Vojens Kommune, der ved strukturreformen i 2007 indgik i Haderslev Kommune.
I Oksenvad Sogn ligger Oksenvad Kirke.
I sognet findes følgende autoriserede stednavne:
- Havrebjerg (bebyggelse)
- Jels Bjerg (bebyggelse)
- Mølby (bebyggelse, ejerlav)
- Oksenvad (bebyggelse, ejerlav)
- Oksenvad Hede (areal)
- Oksenvad Mark (bebyggelse)
- Stursbøl (bebyggelse, ejerlav)
- Stursbøl Plantage (areal)
- Ørsted (bebyggelse, ejerlav)
- Ørsted Mark (bebyggelse)

## Afstemningsresultat
Folkeafstemningen ved Genforeningen i 1920 gav i Oksenvad Sogn 437 stemmer for Danmark, 79 for Tyskland. Af vælgerne var 139 tilrejst fra Danmark, 24 fra Tyskland. 